# توماس جوزيف بايرنز
توماس جوزيف بايرنز (بالإنجليزية: Thomas Byrnes)‏ هو كاتب عدل ‏ أسترالي، ولد في 11 نوفمبر 1860 في Spring Hill, Queensland ‏ في أستراليا، وتوفي في 27 سبتمبر 1898 في بريزبان في أستراليا بسبب ذات الرئة.